# 里克·范德文
里克·范德文（Rick van der Ven；1991年4月14日—）是荷兰的一名射箭运动员，出生于荷兰奥斯。范德文在2012年伦敦奥运会男子射箭比赛中不敌戴小祥，获得第四名。